# Cmentarz żydowski w Andrzejewie (województwo podlaskie)
Cmentarz żydowski w Andrzejewie – kirkut zajmuje teren 0,3 ha i mieści się w polu. Nieczytelny jest jego układ przestrzenny. Teren cmentarza jest całkowicie zarośnięty krzakami.